# Flatomorpha disguisa
Flatomorpha disguisa är en insektsart som beskrevs av Medler 1999. Flatomorpha disguisa ingår i släktet Flatomorpha och familjen Flatidae. Inga underarter finns listade i Catalogue of Life.